# Piastów (condado de Garwolin)
Piastów es un pueblo de Polonia, en Mazovia. Se encuentra en el distrito (Gmina) de Żelechów, perteneciente al condado (Powiat) de Garwolin. Se encuentra aproximadamente a 8 km al oeste de Żelechów, 15 km al sureste de Garwolin, y a 71 km al sureste de Varsovia. Su población es de 444 habitantes.
Entre 1975 y 1998 perteneció al voivodato de Siedlce.